# Hot-B
Hot-B Co., Ltd (ホット・ビィ株式会社) était une société japonaise de jeu vidéo fondée en 1983 basée à Tokyo. Elle a fermé en 1993[réf. nécessaire]. Elle a cependant une filiale américaine basée à San Francisco depuis 1988.
La société est connue pour ses jeux de simulation de pêche.

## Liste des titres (partielle)
- Black Bass (1987, NES)
- Black Bass 2 (1988, NES)
- Shanghai II: Dragon's Eye (1989, MSX)
- Blue Almanac (1991, Mega Drive)
- Black Bass: Lure Fishing  (1992, Game Boy)
- Empire of Steel (1992, Mega Drive)
- Detonator Orgun (1992, Mega-CD)
- King Salmon (1992, Mega Drive)
- Ancient Magic: Bazoo! Mahou Sekai (1993, Super Nintendo)